# Kevin Visser
Kevin Visser (Delft, 19 luglio 1988) è un calciatore olandese, centrocampista svincolato.